# Heinz Drache
Heinz Drache, né à Essen (Allemagne) le 9 février 1923 et mort à Berlin (Allemagne) le 3 avril 2002, est un acteur allemand. Il est apparu dans 42 films entre 1953 et 2002.

## Théâtre
- 1957 : Le Long Voyage vers la nuit d'Eugene O'Neill : James Thyrone jr.

## Filmographie partielle

### Au cinéma
- 1954 : Sans toi je n'ai plus rien d'Hans Wolff

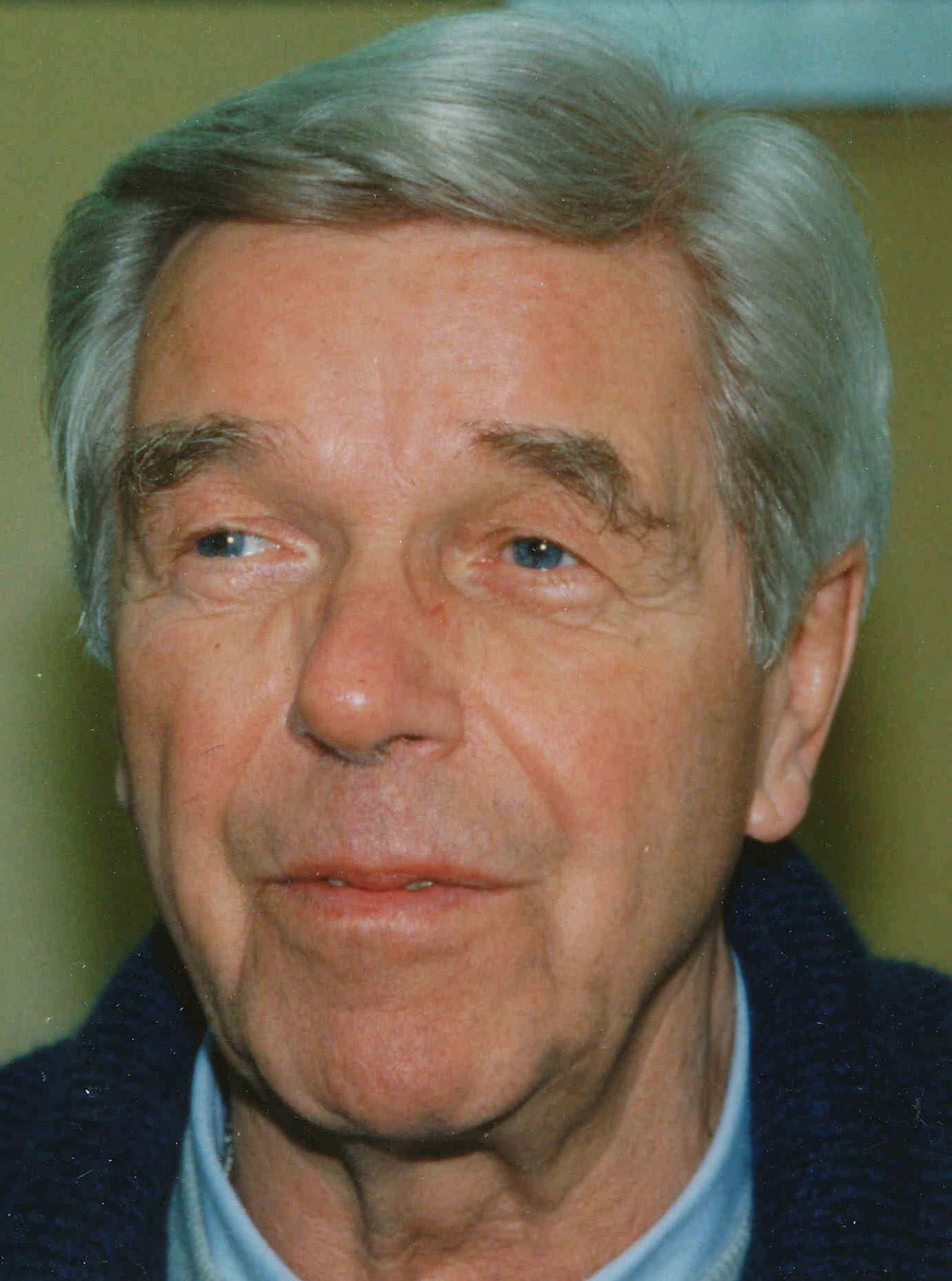
Heinz Drache

- 1959 : Et tout le reste n'est que silence d'Helmut Käutner
- 1960 : Le Vengeur défie Scotland Yard de Karl Anton
- 1962 : La Porte aux sept serrures d'Alfred Vohrer
- 1962 : Le Tueur à la rose rouge d'Eugenio Martín
- 1963 : La Légende de la panthère noire (en) de Jürgen Roland
- 1963 : L'Énigme du serpent noir d'Alfred Vohrer
- 1963 : Das indische Tuch d'Alfred Vohrer
- 1964 : Das Wirtshaus von Dartmoor (de) de Rudolf Zehetgruber
- 1964 : Du grisbi pour Hong Kong de Manfred R. Köhler
- 1964 : Le Défi du Maltais (Der Hexer) d'Alfred Vohrer
- 1964 : Coast of Skeletons (en) de Robert Lynn (en)
- 1965 : Du suif dans l'Orient-Express d'Alfred Weidenmann
- 1965 : Neues vom Hexer d'Alfred Vohrer
- 1966 : Le Cirque de la peur de John Llewellyn Moxey
- 1966 : Les 13 Fiancées de Fu Manchu de Don Sharp
- 1967 : Casse-tête chinois pour le judoka de Maurice Labro
- 1968 : Le Château des chiens hurlants d'Alfred Vohrer

### À la télévision
- 1962 : Das Halstuch

## Pièces radiophoniques
- 1971 : Le Sujet de l'Empereur (en allemand : Der Untertan) d'Heinrich Mann